# Squitty Bay Park
Squitty Bay Park är en park i Kanada.   Den ligger i Powell River Regional District och provinsen British Columbia, i den sydvästra delen av landet, 3 600 km väster om huvudstaden Ottawa. Squitty Bay Park ligger 24 meter över havet. Den ligger på ön Lasqueti Island.
Terrängen runt Squitty Bay Park är platt åt nordväst, men åt nordväst är den kuperad. Havet är nära Squitty Bay Park åt sydost. Närmaste större samhälle är Parksville, 18,2 km sydväst om Squitty Bay Park. 